# 土衛三十八
土衛三十八（Bergelmir），編號S/2004 S 15，是土星的一颗天然卫星。发现时间是在2004年12月12日。发现者是斯科特·谢泼德、大衛·朱維特等人。土衛三十八直径大约6公里，自轉週期為8.13 ± 0.09小時，运行轨道距离土星大约为19,372 Mm，公轉週期1006.659天。轨道与黄道角度为157°（相对土星赤道156°）以离心率0.152绕土星逆行轨道运行。